# Witstaarthoornkolibrie
De witstaarthoornkolibrie (Boissonneaua jardini) is een vogel uit de familie Trochilidae (kolibries). De vogel is genoemd naar de Schotse natuuronderzoeker William Jardine.

## Verspreiding en leefgebied
Deze soort komt voor van zuidwestelijk Colombia tot noordwestelijk Ecuador.